# Una signora per bene
Una signora per bene (Le Bon Dieu sans confession) è un film del 1953 diretto da Claude Autant-Lara. Il film fu presentato nella selezione ufficiale della 14ª Mostra internazionale d'arte cinematografica di Venezia.

## Trama
Il funerale del signor Dupont riunisce familiari e amici che attraverso diversi flashback che ricostruiscono la storia.
Tra questi spicca la sua amante Janine che per anni ha tenuto sulla corda Dupont che la ricopriva di regali ma senza mai tradire veramente il marito.